# تری فنویک
تری فنویک (به انگلیسی: Terry Fenwick) بازیکن فوتبال زادهٔ ۱۷ نوامبر ۱۹۵۹ اهل انگلستان بود که سابقهٔ بازی در تیم ملی فوتبال انگلستان را در کارنامهٔ خود دارد. وی در تاریخ ۲ مه ۱۹۸۴ نخستین بازی ملی خود را در مقابل تیم ملی فوتبال ولز انجام داد و با حضور در ۲۰ بازی ملی، در تاریخ ۱۷ فوریه ۱۹۸۸ واپسین بازی ملی‌اش را در برابر تیم ملی فوتبال اسرائیل برگزار کرد.